# Los tres dragones
Los tres dragones es una película de acción, comedia y romance codirigida por Sammo Hung. Los actores Jackie Chan, Sammo Hung y Yuen Biao destacan tanto por separado como en conjunto y en esta película se lucen en equipo; el experimento ya había funcionado de maravilla en "Los piratas del mar de China".

## Sinopsis
Johnie, un abogado, accede a defender a una compañía química a la que la propietaria de una piscifactoría ha acusado de contaminar el suministro de agua. Al mismo tiempo, el abogado intenta adquirir la piscifactoría, pero fracasa y le pide a uno de sus amigos que trate de comprarla. Éste se enamora, sin embargo, de la propietaria. Por otro lado, Johnie descubre que la planta química es la tapadera de una organización de narcotraficantes.

## Reparto
- Jackie Chan es Jackie Lung
- Sammo Hung es Luke Wong
- Yuen Biao es Timothy Tung
- Pauline Yeung Bo-Ling es Nancy Lee
- Deanie Ip es Miss Yip
- Yuen Wah es Hua Hsien-Wu
- Benny Urquidez es el Jefe
- Billy Chow es guardaespalda
- Phillip Ko es guardaespalda